# Robin McBryde
Robin Currie McBryde (Bangor, 3 luglio 1970) è un ex rugbista a 15 e allenatore di rugby a 15 britannico, già internazionale per il Galles, della cui squadra nazionale è allenatore in seconda e talora commissario tecnico facente funzioni.